# Урад-Цяньці (станція)
40°42′42″ пн. ш. 108°38′42″ сх. д. / 40.711605° пн. ш. 108.645138° сх. д.

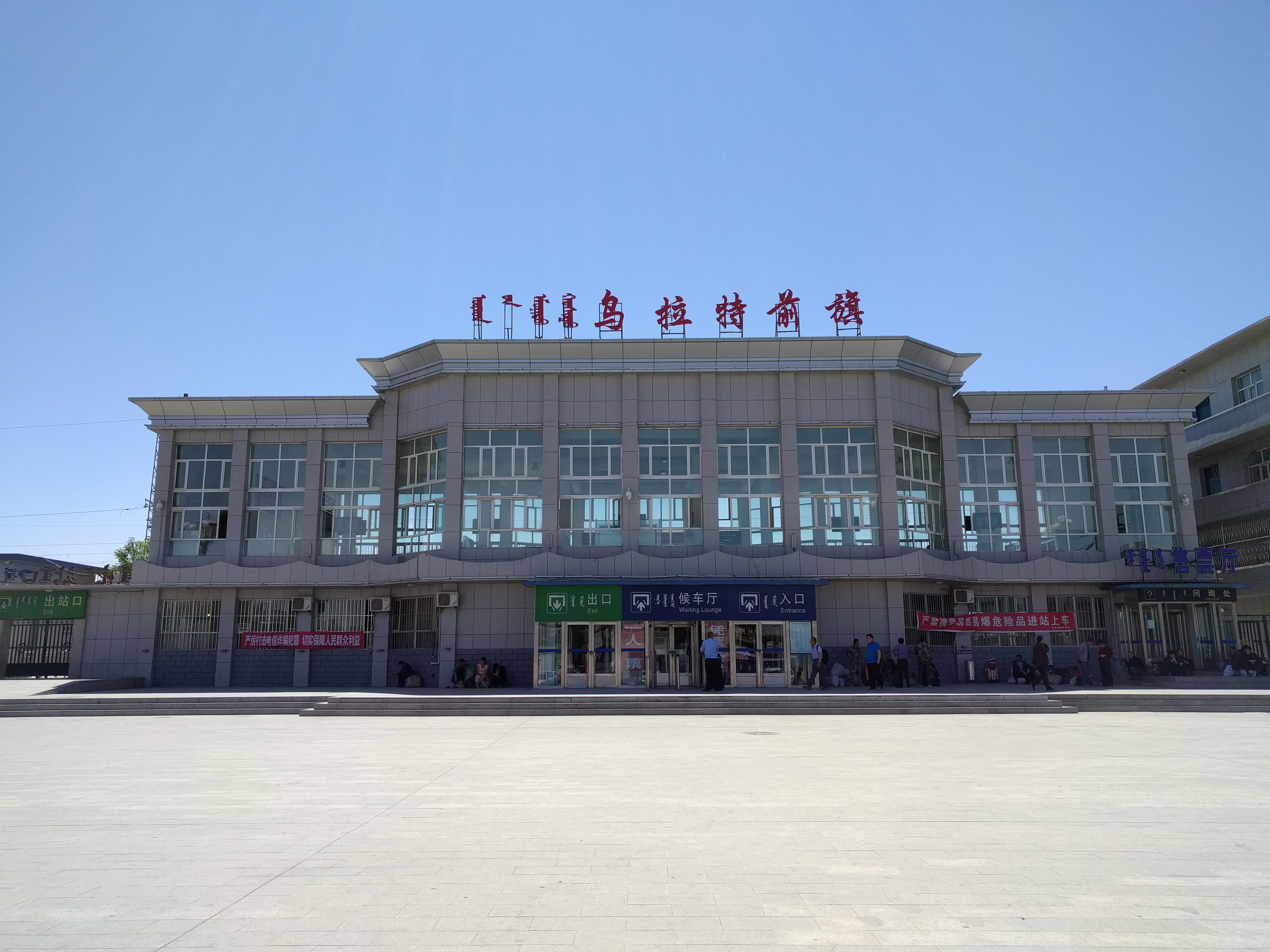
Вокзал

Урад-Цяньці (Улатецяньці; кит. 乌拉特前旗站, пін. Wūlātèqiánqí Zhàn) — залізнична станція в КНР, розміщена на Баотоу-Ланьчжоуській залізниці між станціями Улашань і Сісяочжао.
Розташована в хошуні Урад – Передній стяг міського округу Баяннур (автономний район Внутрішня Монголія).